# Hemerocallis hakuunensis
Hemerocallis hakuunensis är en grästrädsväxtart som beskrevs av Takenoshin Nakai. Hemerocallis hakuunensis ingår i släktet dagliljor, och familjen grästrädsväxter. Inga underarter finns listade i Catalogue of Life.